# Revilla de Collazos
Revilla de Collazos – gmina w Hiszpanii, w prowincji Palencia, w Kastylii i León, o powierzchni 20,56 km². W 2011 roku gmina liczyła 84 mieszkańców.